# Верхневилюйск
Верхневилю́йск (на руски: Верхневилюйск; на якутски: Үөһээ Бүлүү) е село в Якутия, Русия, административен център на Верхневилюйски улус. Разположено е на брега на река Вилюй, на около 505 km западно от Якутск. Към 2016 г. има население от 6283 души.

## История
Поселението се споменава за пръв път през 1637 г. Статут на самостоятелно село получава през 1835 г.

## Население
| 1959 | 1970 | 1979 | 1989 | 2002 | 2010 | 2012 |
| ---- | ---- | ---- | ---- | ---- | ---- | ---- |
| 2898 | 4304 | 5428 | 6431 | 6555 | 6457 | 6340 |
| 2013 | 2014 | 2015 | 2016 |      |      |      |
| 6308 | 6214 | 6237 | 6283 |      |      |      |

## Икономика
Развито е селското стопанство – отглеждат се различни култури и животни. Селото разполага с речно пристанище и малко летище.